# Assigny, Seine-Maritime
Assigny var en kommun i departementet Seine-Maritime i regionen Normandie i norra Frankrike. Kommunen låg i kantonen Dieppe-2 som tillhör arrondissementet Dieppe. År 2018 hade Assigny 382 invånare.
Den 1 januari 2016 slogs Assigny samman med 17 andra kommuner och bildade den nya kommunen Petit-Caux.

## Befolkningsutveckling
| Befolkningsutvecklingen i Assigny 1968–2021                 | Befolkningsutvecklingen i Assigny 1968–2021 | Befolkningsutvecklingen i Assigny 1968–2021 | Befolkningsutvecklingen i Assigny 1968–2021 | Befolkningsutvecklingen i Assigny 1968–2021 |
| ----------------------------------------------------------- | ------------------------------------------- | ------------------------------------------- | ------------------------------------------- | ------------------------------------------- |
|                                                             |                                             |                                             |                                             |                                             |
| År                                                          |                                             |                                             | Folkmängd                                   |                                             |
| 1968                                                        | 1968                                        |                                             | 248                                         |                                             |
| 1975                                                        | 1975                                        |                                             | 237                                         |                                             |
| 1982                                                        | 1982                                        |                                             | 238                                         |                                             |
| 1990                                                        | 1990                                        |                                             | 287                                         |                                             |
| 1999                                                        | 1999                                        |                                             | 306                                         |                                             |
| 2007                                                        | 2007                                        |                                             | 329                                         |                                             |
| 2015                                                        | 2015                                        |                                             | 377                                         |                                             |
| 2021                                                        | 2021                                        |                                             | 386                                         |                                             |
| Anm: Befolkning för kommundelen efter sammanslagningen 2016 |                                             |                                             |                                             |                                             |